# Quadrichromie

Les quatre couleurs de base de la quadrichromie.

La quadrichromie est un procédé d'imprimerie permettant de produire par synthèse soustractive une large gamme de teintes à partir de trois teintes dites élémentaires, un bleu (appelé « cyan »), un rouge (« magenta ») et un jaune auxquelles on ajoute le noir.
Inventée au XVIIIe siècle par Jacob Christoph Le Blon, la synthèse des couleurs imprimées normalise au début du XXe siècle la composition spectrale et la transparence des encres de couleurs pour permettre l'utilisation commune de la séparation quadrichromique et obtenir un gamut convenant au maximum de sujets. Le nom du bleu-vert normalisé est cyan et celui du rouge violacé normalisé est magenta. On désigne à l'occasion la quadrichromie par le sigle CMJN (pour, cyan-magenta-jaune-noir) ou en anglais CMYK, cyan, magenta, yellow, key où key signifie valeur),

## Procédé

### Principe
Dans le principe de la synthèse soustractive, chacune des encres cyan, magenta et jaune contrôle le niveau de sa couleur complémentaire, une couleur primaire de la synthèse additive des couleurs, respectivement un rouge, un vert et un bleu.
Le mélange des encres cyan, magenta et jaune produit du noir. Dans le procédé quadrichromique, le retrait de sous-couleur diminue la quantité d'encre ou de toner à déposer sur le support en remplaçant ce mélange par de l'encre noire. On évite ainsi des problèmes de surcharge et de séchage. Pour faire un gris avec du noir, il n'en faut qu'une goutte, au lieu de trois avec le mélange des trois couleurs de base. En séparant la luminosité de la coloration, le noir simplifie la séparation quadrichromique. La constitution d'une échelle de gris tous neutres serait plus difficile en mélangeant seulement les trois couleurs primaires ; les colorants sont imparfaits et la teinte obtenue par leur mélange varie selon la quantité de colorant quand leur proportion reste égale (Sève 2009, p. 200). Les colorants noirs peuvent d'ailleurs être plus profonds que celui obtenu par mélange. L'ajout du noir permet de mieux contraster les images et de produire des textes plus nets.
Le noir étant une couleur moins coûteuse à fabriquer que les autres teintes, son utilité est non seulement d'ordre technique et esthétique mais aussi économique[réf. souhaitée].

### Application

Les gamuts sont des triangles en synthèse additive, pas en synthèse soustractive.

Si les encres d'impression étaient des teintures bloc donnant des couleurs optimales, une arithmétique très simple permettrait de passer de la définition en synthèse additive r, v, b utilisé pour les écrans et les coordonnées c, m, j, n du modèle CMJN utilisé pour l'impression. La séparation quadrichromique serait alors une simple conversion linéaire. Le gamut CMJN serait un triangle dont les pointes occuperaient exactement la position des primaires de la synthèse additive. Ce n'est pas du tout le cas.
Les encres réelles, telles que normalisées par l'ISO 2846, absorbent dans des régions du spectre où elles devraient transmettre, et de ce fait, la densité des encres fait varier la position des primaires (Sève 2009, p. 201). La linéarité que suppose la conversion arithmétique n'existe pas.
La séparation quadrichromique est, de ce fait, une opération complexe, qui peut impliquer une appréciation des compromis à réaliser pour produire une image d'un sujet donné.

### Exemple
Photo de référence : un étalage de fruits.

Séparation quadrichromique

de gauche à droite : couche cyan, couche magenta, couche jaune et couche noire.

Superpositions des trois primaires.

De gauche à droite : magenta+jaune, cyan+jaune, cyan+magenta, cyan+magenta+jaune.

Superposition des canaux cyan, magenta, jaune ainsi que leur couleur complémentaire avec un noir.

De gauche à droite, haut en bas : cyan+noir, magenta+noir, jaune+noir, magenta+jaune+noir, cyan+jaune+noir, cyan+magenta+noir.

### Limites et améliorations
La quadrichromie est un moyen commode de reproduire un grand nombre de couleurs, mais il lui est impossible de reproduire certaines couleurs vives. L'exemple ci-dessous montre que, même si le résultat obtenu est satisfaisant, certaines couleurs s'affaiblissent entre leur représentation en rouge-vert-bleu à l'écran et leur production quadrichromique. On le remarque particulièrement sur les fruits orangés (oranges, citrouilles, mandarines), la couleur orange vif étant impossible à reproduire exactement en quadrichromie, et sur les pitayas (rose vif) qui ternissent légèrement.

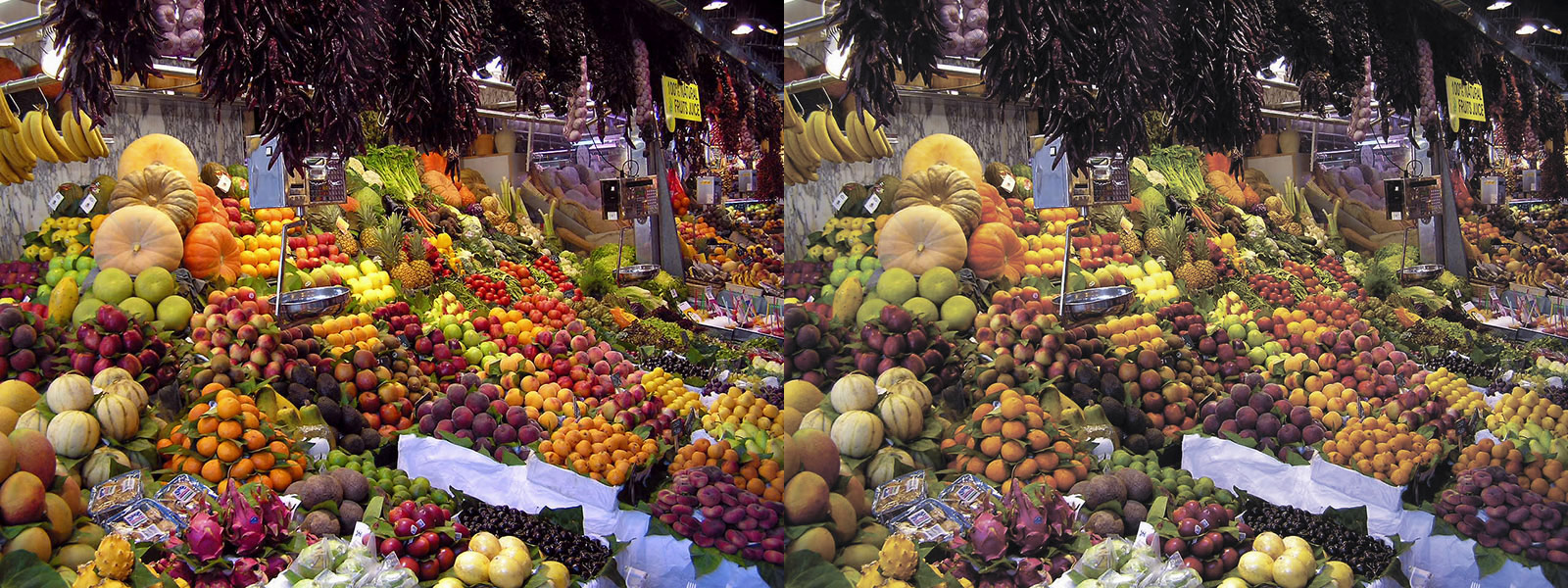
À gauche, photo en mode RVB, à droite, avec des couleurs que l'on peut obtenir en quadri.

On peut obtenir un noir plus intense, dit noir soutenu, en ajoutant une couleur supplémentaire (en général du cyan) à l'encre noire.
La quadrichromie est un procédé industriel entièrement normalisé, ce qui permet d'obtenir, avec les mêmes éléments, qu'ils soient films, plaques ou fichiers, des résultats similaires avec des installations différentes. Les encres sont choisies pour rendre correctement les images les plus courantes. Dans certains domaines, comme la reproduction d'œuvres d'art, on utilise parfois des encres spécialement sélectionnées pour un gamut particulier.
Des techniques de reproduction comme l'hexachromie permettent soit une extension du gamut, soit une amélioration de la finesse de la reproduction des couleurs les plus pâles, pour lesquelles la trame est plus visible.

## Transformations entre CMJN et RVB

### Généralités
En pratique, on ne peut obtenir en quadrichromie qu'une partie des couleurs possibles sur l'écran. Il faut donc faire attention pour les fichiers numériques destinés à l'impression. Dans les palettes de Photoshop, par exemple, en mode CMJN, un point d'exclamation signale les couleurs « non imprimables ».
Pour obtenir la meilleure reproduction possible en impression contrôlée par ordinateur, le système de gestion de la couleur utilise un profil colorimétrique de l'imprimante. Ce « profil » se constitue à partir de l'analyse colorimétrique d'un document imprimé avec des codes de couleur connus. On obtient un tableau des couleurs obtenues en fonction des codes, qui permet par extrapolation les conversions nécessaires, du code représentant la couleur en mémoire vers celui représentant la couleur obtenue par impression.
Aucune des méthodes de conversion présentées ci-dessous n'est une séparation quadrichromique réaliste.
Par ailleurs :
1. Les modèles RVB et CMJN dépendent beaucoup des caractéristiques physiques des dispositifs utilisés : technologie d'affichage, nature du papier et des encres, technologie d'impression. Les formules exposées ci-dessous ne prennent en compte ni les gamuts ni les profils des matériels concernés.
2. Il existe deux algorithmes différents pour calculer les proportions d'encre de couleur c, m et j. Le premier, utilisé par exemple par la suite bureautique LibreOffice, calcule les proportions de couleur par rapport à l'espace total (donc y compris l'espace occupé par le noir). Le second, utilisé par exemple par le logiciel de traitement d'image GIMP calcule les proportions de couleur par rapport à l'espace blanc (donc non compris l'espace occupé par le noir).

| Algorithme no 1 (proportions calculées sur l'espace total) | Algorithme no 2 (proportions calculées sur l'espace blanc) |
| Calcul LibreOffice                                         | Calcul GIMP                                                |
| CMJN calculé par LibreOffice : (14, 0, 42, 44)             | CMJN calculé par GIMP : (25, 0, 75, 44)                    |

### Principes

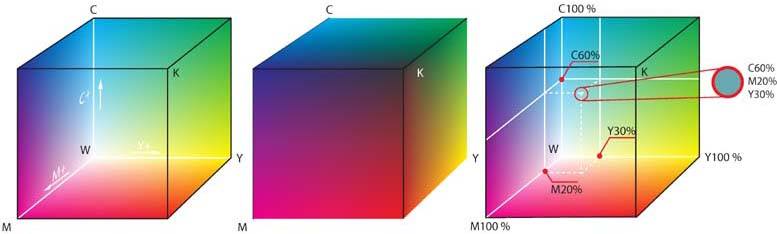
L'espace colorimétrique de la quadrichromie représenté en trois dimensions.

Dans une première étape,, on convertit les coordonnées RVB en coordonnées CMJ (cyan, magenta, jaune). Cette transformation est aisée puisqu'il suffit de passer d'une logique additive, où l'on « ajoute » des couleurs au noir, à une logique soustractive, où on « retranche » des couleurs au blanc.
{\displaystyle \left({\begin{smallmatrix}C\\M\\J\end{smallmatrix}}\right)=\left({\begin{smallmatrix}1\\1\\1\end{smallmatrix}}\right)-\left({\begin{smallmatrix}R\\V\\B\end{smallmatrix}}\right)}
Dans une deuxième étape, on calcule la quantité de noir (c'est le minimum des trois valeurs c, m, et j) et on la soustrait aux quantités précédemment calculées.
Dans une troisième étape, qui selon l'algorithme utilisé, se fait ou ne se fait pas, on réajuste les proportions en fonction de la quantité de noir utilisée.
La conversion de CMJN vers RVB suit le chemin inverse. 

### Conversion de RVB vers CMJN
Soient {\displaystyle r,\,v,\,b\in [0,1]} les coordonnées rouge, verte et bleue de la couleur étudiée dans l'espace RVB. Le cas échéant, il faudra transposer les coordonnées {\displaystyle r,\,v,\,b} de l'intervalle {\displaystyle [0,255]} vers l'intervalle {\displaystyle [0,1]}.

#### Calcul des coordonnéesC,M,Jde l'espace CMJ
| Algorithme no 1 (proportions calculées sur l'espace total)        | Algorithme no 2 (proportions calculées sur l'espace blanc)        |
| {\displaystyle C=1-r} {\displaystyle M=1-v} {\displaystyle J=1-b} | {\displaystyle C=1-r} {\displaystyle M=1-v} {\displaystyle J=1-b} |

#### Calcul des coordonnéesc,m,j,nde l'espace CMJN
| Algorithme no 1 (proportions calculées sur l'espace total) | Algorithme no 2 (proportions calculées sur l'espace blanc) |
| {\displaystyle n=\min(C,\,M,\,J)} {\displaystyle {\mbox{si }}n=1\ {\begin{cases}c=0\\m=0\\j=0\end{cases}}} {\displaystyle {\mbox{sinon }}{\begin{cases}c=C-n\\m=M-n\\j=J-n\end{cases}}} | {\displaystyle n=\min(C,\,M,\,J)} {\displaystyle {\mbox{si }}n=1\ {\begin{cases}c=0\\m=0\\j=0\end{cases}}} {\displaystyle {\mbox{sinon }}{\begin{cases}c=\displaystyle {\frac {C-n}{1-n}}\\m=\displaystyle {\frac {M-n}{1-n}}\\j=\displaystyle {\frac {J-n}{1-n}}\end{cases}}} |
| Les valeurs résultantes pour c, m, j, n sont dans l'intervalle [0, 1]. Elles sont ensuite généralement normalisées en valeurs entre 0 et 100.                                           | |

### Conversion de CMJN vers RVB
Soient c, m, j, n ∈ [0, 1] les coordonnées cyan, magenta, jaune et noire de la couleur étudiée dans l'espace CMJN.

#### Calcul des composantesC,M,Jde l'espace CMJ
| Algorithme no 1 (proportions calculées sur l'espace total)        | Algorithme no 2 (proportions calculées sur l'espace blanc)                                                              |
| {\displaystyle C=c+n} {\displaystyle M=m+n} {\displaystyle J=j+n} | {\displaystyle C=(c\;\times \;(1-n)+n)} {\displaystyle M=(m\;\times \;(1-n)+n)} {\displaystyle J=(j\;\times \;(1-n)+n)} |

#### Calcul des composantesr,v,bde l'espace RVB
| Algorithme no 1 (proportions calculées sur l'espace total)                                                                              | Algorithme no 2 (proportions calculées sur l'espace blanc)        |
| {\displaystyle r=1-C} {\displaystyle v=1-M} {\displaystyle b=1-J}                                                                       | {\displaystyle r=1-C} {\displaystyle v=1-M} {\displaystyle b=1-J} |
| Les valeurs résultantes de r, v, b sont dans l'intervalle [0, 1]. Elles sont ensuite généralement normalisées en entier entre 0 et 255. |                                                                   |

### Étymologie
Le terme quadrichromie a été construit à la fin du XIXe siècle à partir d'une racine latine, quadri, « de quatre » et d'une grecque, chromia, couleur. Les fondements techniques avaient été posés au XVIIIe siècle par Jacob Christoph Le Blon et ses continuateurs. La presse put imprimer en grand nombre et en couleurs vers 1860. Avant la normalisation des couleurs d'impression vers 1880, on parlait de chromolithographie et de chromotypographie.